# Aconselhamento de carreira
Aconselhamento de carreira (em inglês: counseling) é uma atividade destinada a profissionais que precisam tomar uma decisão profissional que impacte na suas vida e na sua carreira. É um processo de interação entre duas pessoas cujo objetivo é aquele de habilitar o cliente a tomar uma decisão em relação a escolhas de caráter pessoal; é um conjunto de habilidades, atitudes e técnicas para "ajudar a pessoa a ajudar-se". Partindo do pressuposto de que uma pessoa já tem em si os recursos necessários, propõe-se criar as condições para fazê-las emergir. Uma definição mais estrita do termo, no entanto, depende da sociedade na qual ele e a prática são empregados, considerando potenciais diferenças nas interpretações de conceitos chave, como "aconselhamento", "orientação", dentre outros.
Essas crises são originadas por desmotivação e queda de desempenho, assim, esta atividade ajuda empresas e executivos na análise e superação de impasses profissionais, que podem gerar atritos e risco de demissões indesejadas. O processo inclui análise da situação, vida e/ou carreira, elaboração de programa individual para desenvolvimento da carreira, bem como o monitoramento do programa (coaching).
Sua origem remonta à década de 1950 nos Estados Unidos e década de 1970 na Europa, em particular na Inglaterra, seja como serviço de orientação, seja como instrumento de suporte nos serviços sociais e no voluntariado. Foi com Carl Rogers que adquiriu as características que hoje lhe são próprias, de "colóquio centrado sobre o cliente", em que a atenção do aconselhador (counselor) é focalizada sobre a pessoa antes de o ser sobre o problema, sobre a qualidade do relacionamento humano.